# Fotogramas de Plata 1958
El lliurament del 9è Premi Fotogramas de Plata (coneguts oficialment com a Placa San Juan Bosco), corresponents a l'any 1958 lliurats per la revista espanyola especialitzada en cinema Fotogramas, va tenir lloc el 31 de gener de 1959, diada de Sant Joan Bosco, a la residència de la família Nadal-Rodó, propietària de la revista, al barri de Pedralbes (Barcelona) que atorgava el premi al "millor intèrpret de cinema espanyol que hagi demostrat amb propietat un paper de destacats valors morals.

## Candidatures

### Millor intèrpret de cinema espanyol
| Intèrpret     | Pel·lícula | Resultat  |
| ------------- | ---------- | --------- |
| Armando Calvo | La muralla | Guanyador |